# Max Brahn
Max Brahn (* 15. Juni 1873 in Laurahütte, Oberschlesien; † Ende Oktober 1944 im KZ Auschwitz) war ein deutscher Psychologe.

## Frühes Leben

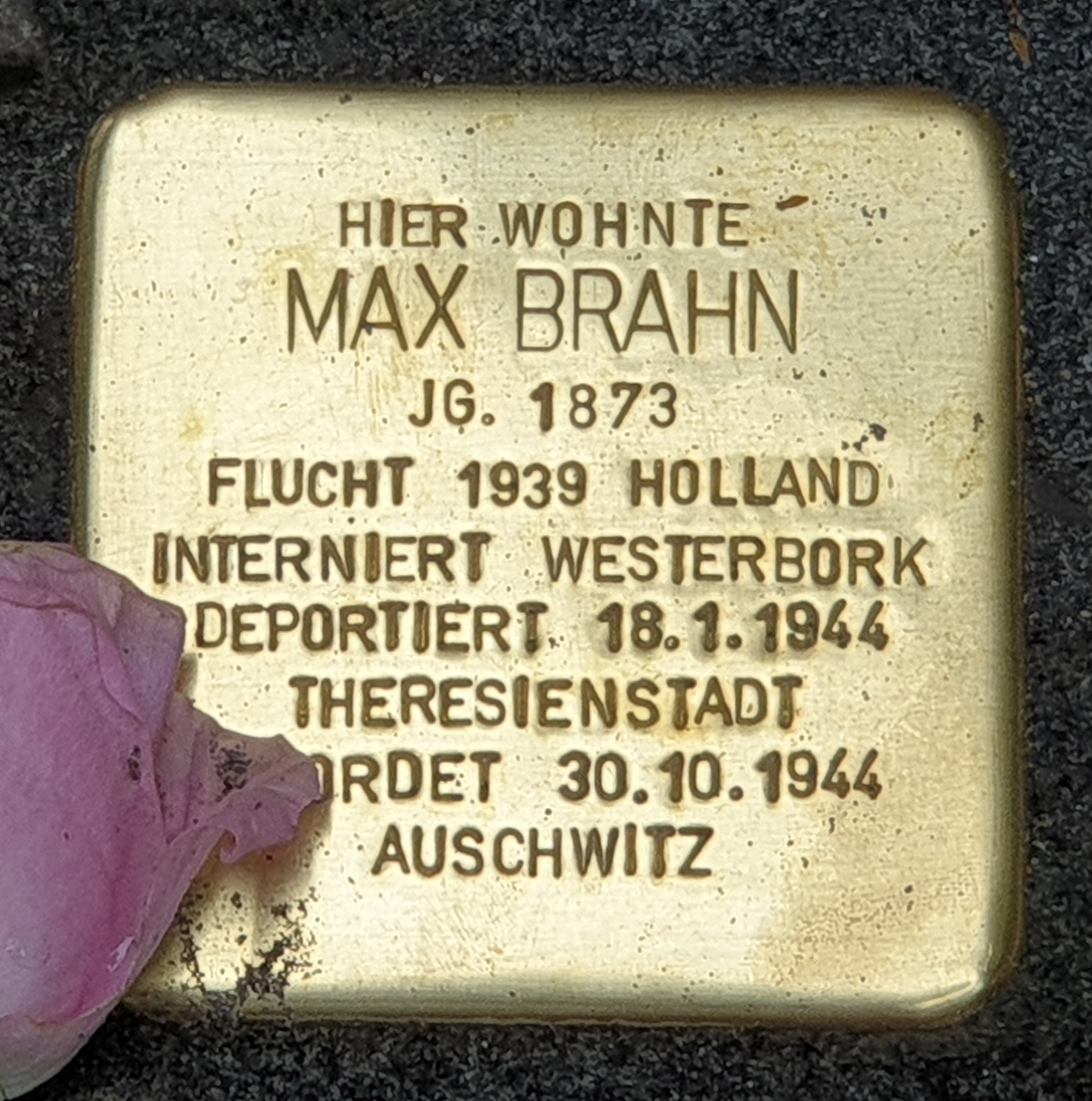
Stolperstein am Haus, Pommersche Straße 15, in Berlin-Wilmersdorf

Brahn, Sohn des Kaufmanns Gustav Brahn, war Jude und besuchte in Beuthen das Gymnasium, welches er 1891 mit Abitur abschloss.

## Studium
An den Universitäten Erlangen, München, Berlin, Kiel und Heidelberg studierte er Medizin. In Berlin wurde er durch Hermann Ebbinghaus und in Heidelberg bei Emil Kraepelin mit der Psychologie vertraut gemacht.
Nach seinem medizinischen Physikum wandte er sich ganz der Psychologie und Philosophie zu. Mit der Dissertation Die Entwicklung des Seelenbegriffes bei Kant promovierte er 1895 in Heidelberg zum Doktor der Philosophie. Danach ging er nach Leipzig, um sich unter der Leitung von Wilhelm Wundt mit der experimentellen Psychologie und insbesondere den Affekten und Gefühlen zu befassen.

## Lehre und Veröffentlichungen
1898 ersuchte er um Zulassung zur Habilitation in Leipzig; das Verfahren wurde jedoch erst 1901 abgeschlossen. Im gleichen Jahr begann Brahn mit Vorlesungen zur Psychophysik.
Von 1900 bis 1909 war Brahn außerdem Herausgeber der Pädagogisch-psychologischen Studien, einer Beilage der Zeitschrift Deutsche Schulpraxis. So gelang es ihm, die Methoden der experimentellen Psychologie in der Pädagogik an die Lehrerschaft zu vermitteln; 1906 gründete der Leipziger Lehrerverein das Institut für experimentelle Pädagogik und Psychologie, mit dessen wissenschaftlicher Leitung man Brahn beauftragte.
1909 wurde er Vorsitzender eines Vereins zur Gründung eines Schulmuseums in Leipzig. Die Anfänge des Schulmuseums in einem Klassenraum einer Leipziger Volksschule wurden allerdings durch den Ersten Weltkrieg beendet.
Am 1910 von Ernst Meumann gegründeten Institut für experimentelle Pädagogik und pädagogische Psychologie der Universität Leipzig übernahm Brahn 1911 die Leitung des Labors. Daneben trat er an der privaten Hochschule für Frauen in Leipzig (später Sozialpädagogisches Frauenseminar) eine Dozentenstelle an. Ab 1912 gab er zusammen mit Max Döring das Archiv für Pädagogik aus, wovon bis 1916 sieben Bände erschienen.
Eine 1913 von Wundt beantragte Beförderung Brahns zum etatmäßigen außerordentlichen Professor für Psychologie und experimentelle Pädagogik wurde von der Fakultät abgelehnt.
Der Versuch des sächsischen Kultusministeriums, für Brahn eine etatmäßige außerordentliche Professur für Berufspsychologie und experimentelle Pädagogik zu errichten, scheiterte 1921 erneut am Widerstand seiner Kollegen, unter anderem auch seines ehemaligen Mentors Wundt. Brahn legte daraufhin die Leitung des Instituts für experimentelle Pädagogik in Leipzig nieder und wendete sich von der akademischen Psychologie ab. Im Nachgang wurde ihm 1926 von der Universität Leipzig die Lehrerlaubnis entzogen.

## Öffentliche Ämter
Im 1919 durch die Weimarer Republik geschaffenen Reichsarbeitsministerium wurde ein Ausschuss zur wissenschaftlichen Erforschung der Arbeit eingerichtet, in dem Brahn die Psychologie vertrat. Als Regierungsrat wurde Brahn 1922 Deutscher Bevollmächtigter für Arbeitsanfragen im soeben zwischen Polen und dem Reich aufgeteilten Oberschlesien. Ab 1927 war er in Oberschlesien außerdem als Ständiger Schlichter für Arbeitskonflikte für die Schlichtung von Lohn- und Tarifstreitigkeiten zuständig; in gleicher Rolle wurde er 1928 Ständiger Schlichter für Westfalen. Seine erfolgreiche Tätigkeit als Schlichter brachte ihn 1932 als Kandidaten für das Amt des Arbeitsministers auf die Kabinettsliste Kurt von Schleichers, was jedoch am Widerstand der Nationalsozialisten gegen einen jüdischen Minister scheiterte.

## Nationalsozialismus
1933 verlor er durch die Nationalsozialisten alle Ämter und floh in die Niederlande. Nach dem deutschen Überfall auf die Niederlande wurde er 1941 als Vertreter der ausländischen Juden Mitglied des Amsterdamer Judenrates. Trotz gegenteiliger Zusicherung der Nazis wurde er zusammen mit seiner Frau Hedwig (geb. Cahn, * 1880) 1943 über das Durchgangslager Westerbork ins Ghetto Theresienstadt deportiert. Ende Oktober 1944 wurden beide im KZ Auschwitz-Birkenau ermordet.
Am 13. Juli 2019 wurden vor seinem ehemaligen Wohnort, Berlin-Wilmersdorf, Pommersche Straße 15, Stolpersteine für ihn und seine Frau verlegt.

## Schriften
- (o. J. – 1896). Die Entwicklung des Seelenbegriffes bei Kant. Leipzig: Gebr. Gerhardt.
- (1896/1897). Die Lehre vom Gefühl. Ihre Theorieen und Experimente. Eine kritische Literaturübersicht. In: Zeitschrift für Hypnotismus, Psychotherapie sowie andere psychophysiologische und psychopathologische Forschungen. Bd. 4, S. 303–321, Bd. 5, S. 56–77.
- (1900). Experimentelle und physiologische Psychologie in der Pädagogik. Pädagogisch-psychologische Studien, 1 (1), 1 f.
- (1901). Experimentelle Beiträge zur Gefühlslehre. I. Teil: Die Richtungen des Gefühls. Leipzig: Wilhelm Engelmann.
- (1901/1903). Experimentelle Beiträge zur Gefühlslehre. I. Theil. Die Richtungen des Gefühls. Philosophische Studien, 18 (1), 127–187.
- (1910). Experimentelle Pädagogik. Pädagogisch-Psychologische Arbeiten, 1, 1–16.
- (1914a). Vorwort. In G. S. Hall, Die Begründer der Modernen Psychologie (Lotze, Fechner, Helmholtz, Wundt). Übersetzt von Raymund Schmidt. Durch Vorwort eingeführt von Dr. Max Brahn (S. III–VIII). Leipzig: Felix Meiner.
- (1914b). Vorwort. In G. S. Hall, Wilhelm Wundt. Der Begründer der modernen Psychologie. Übersetzt von Raymund Schmidt. Durch Vorwort eingeführt von Dr. Max Brahn (S. IV–VIII). Leipzig: Felix Meiner.
- (1914c). Die experimentelle Psychologie und Pädagogik in den höheren Schulen. Archiv für Pädagogik. II. Teil: Die pädagogische Forschung, 2, 146–153.
- (1915a). Friedrich Nietzsches Meinungen über Staaten und Kriege. Leipzig: Alfred Kröner.
- (1915b). Ernst Meumann und die Organisationen zur Pflege der wissenschaftlichen Pädagogik. Zeitschrift für pädagogische Psychologie und experimentelle Pädagogik, 16, 227–232.
- (1917). Nerven-Proben. Die ersten amtlichen Prüfungen für die Berufseignung zum Eisenbahndienst. Berliner Tageblatt. 2. Beiblatt. Sonntag, den 14. Oktober 1917, 46. Jg., Nr. 525, o. p.
- (1918). Politisches A-B-C. Leipzig: Der-Neue-Geist-Verlag.
- (1919a). Besinnliches zur Begabungsprüfung. Zeitschrift für pädagogische Psychologie und experimentelle Pädagogik, 20, 328–333.
- (1919b). Vorwort. In Friedrich Nietzsche. Der Wille zur Macht. (Nietzsches Werke, Ergänzungsband), Leipzig: Alfred Kröner, VII–XVI
- (1920). Wilhelm Wundt und die angewandte Psychologie. Praktische Psychologie, 2, 1–3.